# 貝爾格拉斯鎮區 (北卡羅萊納州馬丁縣)
貝爾格拉斯鎮區（英語：Beargrass Township）是位於美國北卡羅萊納州馬丁縣的一個鎮區。

## 地方資料
貝爾格拉斯鎮區的面積為78.47平方千米，皆為陸地。根據2020年美國人口普查的數據，當地共有人口1998人，而人口密度為每平方千米25.46人。